# صامويل سيتا
صامويل سيتا (18 ديسمبر 1942 - 7 نوفمبر 2016) كان سياسيًا تنزانيًا في حزب الثورة، وعضوًا في البرلمان عن أورامبو الشرقية. شغل منصب رئيس الجمعية الوطنية لتنزانيا من ديسمبر 2005 إلى 2010، ووزير تعاون شرق إفريقيا من 2010 إلى 2015.

## الحياة والوظيفة
شغل سيتا وهو عضو في حزب الثورة ذي الأغلبية منصب عضو في البرلمان من عام 1975 إلى عام 1995 وكان المدير العام لمركز الاستثمار التنزاني. في وقت لاحق شغل مرة أخرى منصب نائب النائب عن أورامبو مشاريكي.
تم انتخابه خلفًا لبيوس مسكوا كرئيس للجمعية الوطنية في 26 ديسمبر 2005. تم تعيينه في مجلس الوزراء وزيراً لتعاون شرق إفريقيا عام 2010.
توفي صامويل سيتا في حوالي الساعة 3 صباحًا يوم 7 نوفمبر 2016 في ميونيخ ألمانيا بعد أن مرض لفترة قصيرة.